# Nemula major
Nemula major är en tvåvingeart som beskrevs av Amnon Freidberg 1994. Nemula major ingår i släktet Nemula och familjen Neminidae.
Artens utbredningsområde är Madagaskar. Inga underarter finns listade i Catalogue of Life.